# (6555) 1989 UU1
(6555) 1989 UU1 là một tiểu hành tinh vành đai chính. Nó được phát hiện bởi Takuo Kojima ở YGCO Chiyoda Station ở Nhật Bản ngày 29 tháng 10 năm 1989.